# LSE (llenguatge)
El LSE és un llenguatge de programació desenvolupat a principis de 1970 per un equip de Supelec sota la direcció de Yves Noyelle. De forma semblant al BASIC, és un llenguatge de programació per a principiants, però amb una sintaxi completament en llengua francesa, per facilitar el seu aprenentatge.

## Història
El llenguatge LSE és el resultat d'una evolució d'un llenguatge més antic, el LSD, també dissenyat per Supelec.
Les seves sigles originalment tenien dos significats:
- Llenguatge Simbòlic per a l'Ensenyament,
- Llenguatge Sup-Elec,

als que s'hi van afegir, entre d'altres:
- Llenguatge Senzill d'Ensenyar
- Llenguatge Sense Esperanza.

Malauradament, el LSE va tenir difusió atès que en ser interpretat, els "tokens" emprats eren comuns a tots els idiomes i els programes es podien llistar en qualsevol llengua. També va influir una disposició del Ministeri d'Educació Francès sobre els ordinadors per a les escoles, que va durar fins a l'arribada del PC i compatibles, pels que no se'n va fer cap versió. El llenguatge original LSE es basava en "Procediments" (a diferència del BASIC).
El llenguatge va ser revisat el 1983 per Jacques Arsac i finalment va integrar la noció de "bucle explícit" essencial per a una bona Programació Estructurada eliminant definitivament el "GO TO" (ALLER), introduint al mateix temps la Gestió d'excepcions del sistema
Això no va impedir que el LSE caigués en l'oblit ràpidament, en el moment que va ser abandonat pel govern francès. No obstant això, hi ha una petita comunitat d'usuaris que utilitzen un llenguatge que ha estat proposat per Luc Goulet (LSE2000) que obté gran part de les propostes de 1983 i incloent algunes millores. En particular, es va afegir suport de llenguatge per OOP. Aspecte A wikibook es descriu la proposta LSE-2000.

## Aspectes polítics
De fet, les ambicions educatives anunciades no deixaven de tenir segones intencions polítiques amb motius localitzats (a la indústria de la informàtica) a França i a tot el món, com es mostra en el següent text, presentat per EPI (una associació de professors d'informàtica) al Ministeri el 1982.

## Exemples de programa

### Ampolles de cervesa
```
1*CHANSON DES 99 BOUTEILLES DE BIERE
2*PASCAL BOURGUIGNON, <PJB@INFORMATIMAGO.COM>, 2003
10 FAIRE 20 POUR N←99 PAS -1 JUSQUA 1
20 &STROF(N)
30 AFFICHER['IL EST TEMPS D'’ALLER AU MAGASIN.',/]
40 TERMINER
100 PROCEDURE &STROF(N) LOCAL S1,S0;CHAINE S1,S0;S1←"S";S0←"S"
110 SI N=2 ALORS S0←"" SINON SI N=1 ALORS DEBUT S1←"";S0←"" FIN
120 AFFICHER[U,' BOUTEILLE',U,' DE BIERE SUR LE MUR.',/]N,S1
130 AFFICHER[U,' BOUTEILLE',U,' DE BIERE.',/]N,S1
140 AFFICHER['EN PRENDRE UNE, LA FAIRE PASSER.',/]
150 AFFICHER[U,' BOUTEILLE',U,' DE BIERE SUR LE MUR.',2/]N-1,S0
160 RETOUR
```

### Anagrama recurrent
Exemple del document sobre Jacques Arsac LSE83:
```
1 CHAINE A,B,BP
5 FAIRE
10 AFFICHER 'A = ' ;LIRE A ; SI A=’’ ALORS FINI IS
11 AFFICHER 'B = ' ;LIRE B ; BP ← B
12
15 R SI LGR(A) # LGR(B) ALORS .FAUX. SINON &ANAG(A,B) IS
20 SI R ALORS AFFICHER A, 'EST ANAGRAMME DE ',BP
21 SINON AFFICHER A, 'N'’EST PAS ANAGRAMME DE 1, BP
22 IS
25 BOUCLER
29
30 TERMINER
31
50 FONCTION &ANAG(U,V) LOCAL J {lgr(u)=lgr(v)}
51 SI U=' ' ALORS RESULTAT .VRAI. IS
52 SI J = 0 ALORS RESULTAT .FAUX. IS
54 RESULTAT &ANAG(SCH(U,2, ' '),MCH(V,J,l, ' '))
55 $&ANAG
99 $
```

### Exemple LSE2000
```
* Alguns estats
* Seguit d'un bucle
BOOLEEN A←.VRAI.,B←.FAUX.
ENTIER U,W,X←200
NOMBRE PI←3.14159
CHAINE CHN
TABLEAU DE ENTIER TBL[3,3]
QUEUE DE CHAINE Q[8]
ENSEMBLE DE NOMBRE NPREMIER←{1.0,2.0,3.0,7.0}
```

```
CHN←'Salut'
X ← SELON X ALORS 1,2,3,7,11 SINON 0
POUR U←0 JUSQUA 2 FAIRE
POUR W←0 JUSQUA 2 FAIRE
TBL[U,W]←X
BOUCLER
BOUCLER
TERMINER
```